# Обнажённая убийца
«Обнаженная убийца» (кит. трад. 赤裸羔羊, англ. Naked Killer) — гонконгий триллер 1992 года, снятый режиссёром Кларенсом Фоком. Главную роль в фильме исполнила Чингми Яу. За роль в этом фильме она была номинирована на Гонконгскую кинопремию в категории «Лучшая актриса».  

## Сюжет
Китти (Чингми Яу) — очаровательная девушка, которая без зазрения совести мстит мужчинам. Но, познакомившись с полицейским Тинамом (Саймон Ям), она влюбляется и готова порвать со своим прошлым. Однако всё меняется, когда богатый бизнесмен (Кен Ло) убивает её отца. Китти врывается в его офис, убивает там множество людей, и чудом выживает благодаря Сестре Синди (Вай Ю), которая оказывается наёмной убийцей. Синди намеревается сделать её своей преемницей, но на сцене появляется Тинам, который разыскивает Китти. 

## В ролях
- Чингми Яу — Китти/Вивиан Шанг
- Саймон Ям — Тинам
- Кэрри Нг — Принцесса
- Мадока Сугавара — Малышка
- Вай Ю — Сестра Синди / Келли Яо
- Кен Ло — Би